# اینترنت اکسپلورر ۹

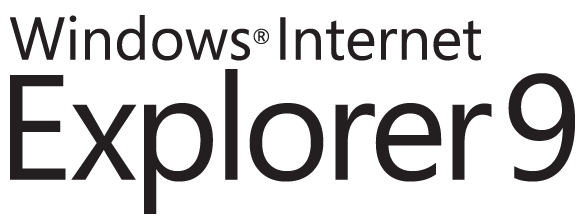
IE9 Wordmark

ویندوز اینترنت اکسپلورر ۹ (به انگلیسی: Internet Explorer ۹) (به اختصار IE9) آخرین نسخه از اینترنت اکسپلورر است و به طور کامل یا تقریباً کامل از HTML ۵ و همهٔ انتخاب‌گرهای سی‌اس‌اس ۳، متغییرهای مرزبندی با انحنا از سی‌اس‌اس ۳، جاوااسکریپت سریعتر و شتاب‌دهنده سخت‌افزاری از طریق دایرکت ۲D و دایرکت‌رایت حمایت می‌کند. این نسخه از ویندوز ۷ و ویستا پشتیبانی می‌کند و با ویندوز اکس پی سازگار نیست. این نرم‌افزار هم به صورت ۳۲ بیتی و هم به صورت ۶۴ بیتی عرضه شده‌است.